# 浭泉白酒
浭泉白酒简称浭泉酒，是河北丰润出产的一种白酒。丰润当地酿酒历史悠久，五百年前便有家因以当地所产“鸡爪红”高粱与当地“观全井”泉水酿酒而得名的“鸡泉涌”烧锅；后因时局变化酒坊屡败屡兴，后来者多以原名号召以广招徕。当地易手后当局合并当地私人酒坊成立国营酒厂，后多次扩建、易名。2000年被选为“燕赵老字号”。浭泉白酒乃以用高温红心大曲、经泥池固体发酵等传统工艺酿成的浓香型白酒，为一河北地方品牌，现主要销售市场除本省外，还包括东北和邻近的北京、天津等地。